# Comuna Ohînkî, Prîlukî
Ohînkî (în ucraineană Охиньки) este o comună în raionul Prîlukî, regiunea Cernihiv, Ucraina, formată din satele Ohînkî (reședința) și Pruceaii.

## Demografie
Componența lingvistică a comunei Ohînkî
     Ucraineană (97,76%)
     Rusă (2,11%)
     Alte limbi (0,13%)
Conform recensământului din 2001, majoritatea populației comunei Ohînkî era vorbitoare de ucraineană (97,76%), existând în minoritate și vorbitori de rusă (2,11%).